# Supreme Immortal Art
Supreme Immortal Art – czwarty album studyjny austriackiej grupy muzycznej Abigor wydany 17 lutego 1998 roku przez Napalm Records. Jest to ostatni album z udziałem wokalisty Sileniusa.

## Lista utworów
1. „Satan in me” – 6:20
2. „Supreme Immortal Art” – 5:05
3. „Soil of Souls” – 4:30
4. „Eclipse my heart, Crown me King” – 4:42
5. „The Spirit of Venus” – 5:59
6. „Blood and soil” – 4:48
7. „Magic Glass Monument” – 5:53
8. „Exhausted remains” – 3:51

## Twórcy
- Peter Kubik – gitara, instrumenty klawiszowe
- Thomas Tannenberger – perkusja, gitara, instrumenty klawiszowe
- Michael „Silenius” Gregor – śpiew
- Lucia-Mariam Fåroutan-Kubik – instrumenty klawiszowe (gościnnie)
- Alexander Opitz – instrumenty klawiszowe (gościnnie)